# Audi 100 C2
La sigla Audi 100 C2 (sigla interna: Typ 43) indica la seconda generazione dell'Audi 100, una vettura di fascia medio-alta prodotta dal 1976 al 1982 dalla casa automobilistica tedesca Audi, all'epoca nota con la ragione sociale Auto-Union Audi.

## Profilo e storia

### Genesi e debutto
La storia della generazione C2 dell'Audi 100 ha le sue origini nel periodo immediatamente precedente lo scoppio della crisi petrolifera del 1973, quando l'allora responsabile tecnico dell'Auto Union-Audi, Ludwig Kraus, rassegnò le dimissioni dalla sua carica dopo una lunga carriera comprendente anche anni passati prima alla Daimler-Benz e nell'ambito Auto Union-DKW dopo che quest'ultimo gruppo passò sotto il controllo del colosso automobilistico di Stoccarda. Al posto di Kraus venne nominato responsabile tecnico Ferdinand Piëch, nipote di un monumento storico all'automobile come Ferdinand Porsche e futuro amministratore delegato (1993) e presidente del consiglio di sorveglianza (2002) del gruppo Volkswagen. Compito di Piëch fu quello di rinnovare un modello come l'Audi 100, modello che conobbe all'epoca un buon successo di vendite e la cui immagine ormai invecchiata andava aggiornata sia nel puro e semplice disegno della carrozzeria, sia dal punto di vista tecnico. L'ormai non più freschissima generazione C1 dell'Audi 100 stava continuando a riscuotere un buon successo di vendita, ma occorreva convincere della bontà dell'idea di una vettura di classe superiore a marchio Audi anche i più scettici, coloro che continuavano a vedere nell'Audi 100 una Mercedes-Benz dei poveri, complice forse anche il fatto che per gran parte della sua carriera la C1 abbia montato anche motori provenienti da Stoccarda. Nella mente di Piëch la nuova generazione doveva essere vista da questi scettici come una vera concorrente del modello Strich-Acht e non più come un suo economico ripiego. Se mai un confronto fra i due modelli ci fosse stato, doveva avvenire sullo stesso piano, insomma. Il progetto Typ 43 ebbe inizio nell'autunno del 1973 con l'ascolto di diverse proposte da parte di vari collaboratori dello staff di Piëch, a proposito della gamma motori, del suo posizionamento nel mercato e delle varianti di carrozzeria. Il 28 gennaio del 1974 il progetto Typ 43 passò direttamente sotto il controllo e la gestione del reparto di sviluppo tecnico Audi ad Ingolstadt e da subito cominciarono ad apparire i primi disegni relativi al nuovo modello. Ad aprile cominciarono ad apparire le prime descrizioni di massima di come sarebbe stato il nuovo modello; una vettura di fascia superiore che non avrebbe sostituito solo la prima 100, ma anche un altro modello del gruppo Volkswagen, ossia la K70, di fascia analoga a quella della C1 e pertanto sacrificabile per non creare fenomeni di concorrenza interna. La descrizione prevedeva anche motorizzazioni decisamente più potenti, inizialmente si parlò di un tetto massimo di 160 CV, anche se, come si vedrà, ulteriori sviluppi del futuro modello avrebbero portato a motorizzazioni anche superiori per potenza e quindi per prestazioni. Quanto alle varianti di carrozzeria, vennero previste ancora una volta le configurazioni di tipo berlina a tre volumi e a due o a quattro porte. Si parlò anche di una variante di tipo fastback, che di fatto entrerà successivamente a far parte della gamma, ma sulla quale si avevano inizialmente ancora alcuni dubbi. In questa fase vennero valutate anche altre soluzioni, poi scartate in un secondo momento. Fra queste proposte vi furono anche quella relativa ad una station wagon e quella relativa ad una versione equipaggiata con motore Wankel. Entrambe giunsero allo stadio di prototipo, ma alla fine queste proposte vennero eliminate. Dopo alcuni mesi, e precisamente nell'ottobre del 1974, il consiglio di amministrazione del gruppo Volkswagen decise di ridurre la gamma a due sole varianti di carrozzeria, ossia la berlina a 3 volumi (a sua volta divisa nelle versioni a 2 e a 4 porte) e la versione fastback a 5 porte, concepita dalla Casa di Ingolstadt come versione di punta della futura gamma dell'Audi 100.  A dicembre, poi, ne venne stabilita la gamma motori, consistente in un'unità da 1.6 litri, una da 2 litri ed un inedito cinque cilindri a cui la Casa stava già lavorando fin dall'avvio del progetto Typ 43.
Intanto la crisi petrolifera stava facendo sentire i suoi pesanti effetti sull'economia mondiale e condizionò notevolmente gli esiti di numerosi progetti automobilistici. Anche il progetto Typ 43 non fece eccezione: nel 1975 sorsero infatti dei dubbi sulla redditività dell'Audi 100 nel mercato USA ed anche dubbi circa l'appetibilità commerciale di un motore a 5 cilindri, di certo più assetato del 1.6 di base, in un periodo in cui i carburanti fossili stavano subendo una paurosa impennata di prezzo. Alla fine, dopo aver valutato numerose soluzioni alternative, la dirigenza dell'Audi e più in generale del gruppo Volkswagen si accorsero che cambiare rotta avrebbe comportato maggiori spese che non rimanendo fedeli ad un progetto (in particolare quello relativo al motore a 5 cilindri) ormai in fase avanzata di sviluppo. Per quanto riguardava l'esportazione della futura 100 C2 negli USA, si scelse di proporre in tale mercato solo la berlina a 3 volumi, ma non la versione fastback. Tra il novembre del 1975 e il gennaio del 1976 vennero prodotti gli esemplari di preserie da destinare ai test su strada e alle foto ufficiali da dare in pasto alla stampa.
La presentazione ufficiale al pubblico non si ebbe come di consueto in occasione di un Salone dell'automobile, bensì in Lussemburgo in occasione di un evento locale dell'epoca tenutosi il 1º agosto, vale a dire al momento del lancio commerciale della berlina a 3 volumi e a 4 porte. Fu quest'ultima la prima variante di carrozzeria a debuttare sul mercato e a dare il via alla carriera commerciale della seconda generazione dell'Audi 100.

#### Design esterno ed interno

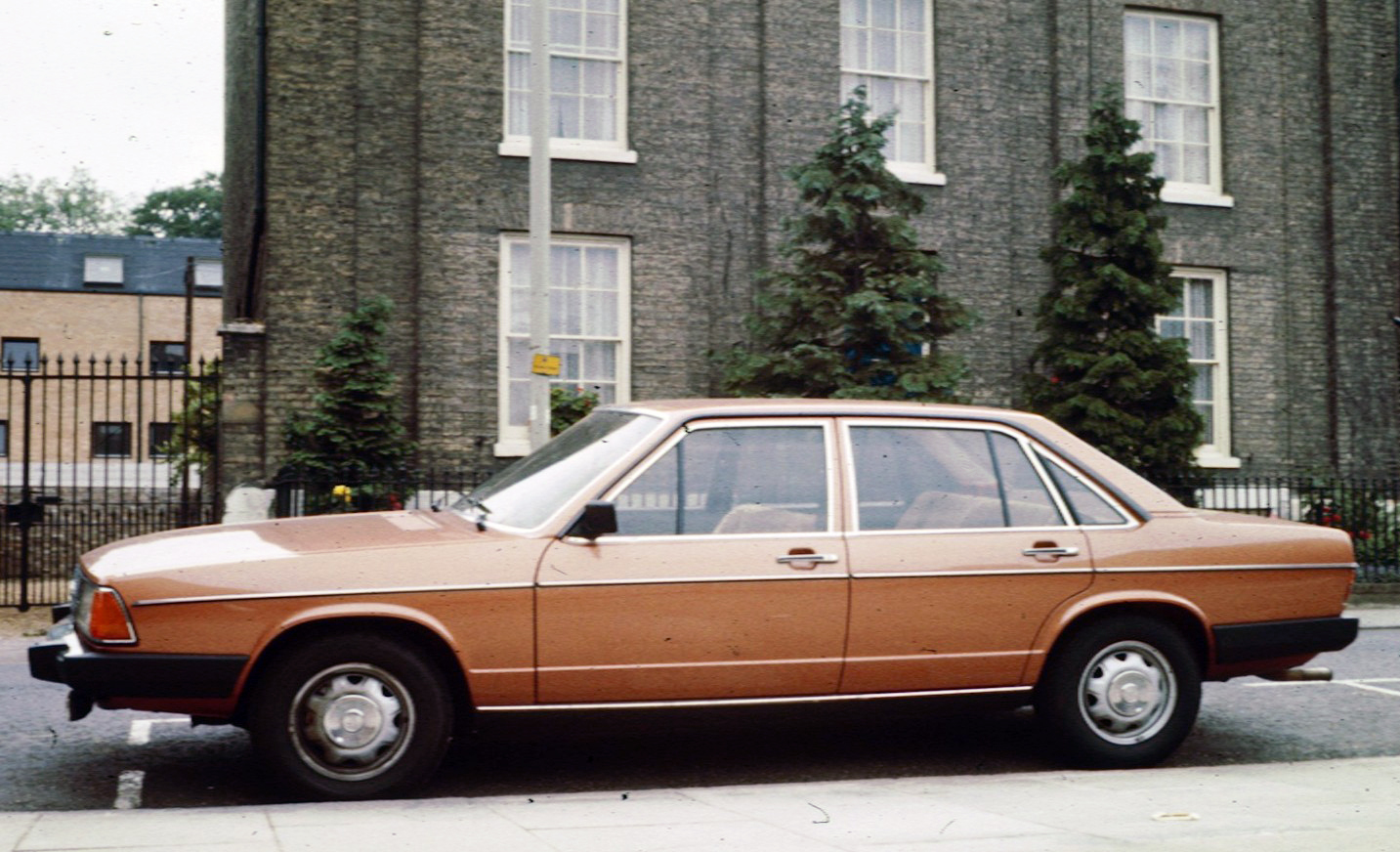
Vista laterale della berlina a 3 volumi

L'Audi 100 berlina a 3 volumi e a 4 porte fu quindi la prima a debuttare sul mercato. Essa sfoggiava una carrozzeria decisamente rivisitata in chiave moderna, con stilemi che si sarebbero ritrovati ovviamente anche nelle successive due versioni con carrozzeria berlina a 2 porte ed Avant. E quindi ecco in generale linee più tese e spigolose, ma anche più eleganti e che ammiccavano verso le zone alte del mercato. Si tratta di temi già anticipati nella vecchia C1 in occasione del restyling della stessa, quando ad esempio i gruppi ottici dal disegno smussato si fecero già in quell'occasione più spigolosi ed affilati. La seconda generazione dell'Audi 100 portò ad un livello più alto questa tendenza stilistica, contagiando anche la fiancata, caratterizzata da una linea di cintura decisamente bassa che ne slancia la vista d'insieme, nonché arricchita da nervature e modanature supplementari, ma anche la coda, dove i gruppi ottici posteriori, oltre che più spigolosi, divennero anche più grandi, sempre rettangolari a sviluppo orizzontale. Il frontale, leggermente più inclinato all'indietro per favorire l'aerodinamica, vide gli indicatori di direzione migrare verso i proiettori principali, integrandosi ad essi in corrispondenza dell'estremità anteriore del parafango. Il bagagliaio separato dal resto dell'abitacolo conferiva a questa versione un'eleganza classica, anche se in generale, appariva anche più grintosa nelle linee rispetto alla vecchia 100 di prima generazione, merito anche del montante posteriore, leggermente più inclinato rispetto a quello della C1.
L'abitacolo della seconda generazione dell'Audi 100 ha preso forma grazie anche alla consulenza dell'architetto di origine italiana Paolo Nestler. Più spazioso rispetto alla precedente Audi 100, questo abitacolo risultava anche più moderno nei disegni di plancia, cruscotto e sedili, oltre che più luminoso grazie alle ampie superfici vetrate. Il posto guida offriva la vista di un nuovo volante a due razze massicce in luogo di quello a tre razze sottili presente nella generazione precedente. Più moderno anche il cruscotto, dal disegno apparentemente più sporgente verso l'alto, complice il nuovo disegno della plancia strutturato in due livelli orizzontali disposti a gradino. Proprio della plancia colpiva l'uso sapiente di plastiche di buona qualità, comunque alternate con inserti in tessuto per spezzarne l'altrimenti pesante monotonia. La strumentazione con cifre bianche su fondo nero era più razionale e ricordava quella di molte altre vetture di varie fasce di mercato che sarebbero giunte sul mercato negli anni a venire. Per la realizzazione dei sedili, imbottiti in schiuma, si presero come modello quelli della Peugeot 604. L'Audi 100 C2 era equipaggiata di serie con le cinture di sicurezza, che proprio in quegli anni si andavano diffondendo nelle vetture di fascia alta e medio-alta. In generale si ricorse all'imbottitura di un po' tutto l'abitacolo, allo scopo di insonorizzare l'ambiente e ridurre così la rumorosità durante la marcia. Il bagagliaio della versione berlina offriva una capacità massima pari a 642 litri.

#### Struttura, meccanica e motori
Per la scocca della seconda generazione dell'Audi 100 vennero applicate per la prima volta le teorie della trave elastica perfezionate dall'ingegnere russo Stepan Timošenko che nei primi anni del XX secolo compì studi approfonditi nel campo dell'elasticità dei materiali. Sulla base di queste teorie venne realizzata una struttura a scocca portante che integrava longheroni in acciaio per assorbire le onde d'urto in caso di collisione. E grazie alle teorie di Timošenko i progettisti Audi riuscirono a realizzare una struttura che in caso di impatto frontale riusciva a indirizzare nei longheroni il 70% dell'energia cinetica derivante dall'urto stesso. Tale energia cinetica riusciva a deformare la parte anteriore della carrozzeria per assorbire l'urto, scaricandosi poi sui longheroni e tenendosi lontana dalla zona dell'abitacolo, in maniera tale da proteggere gli occupanti.
L'Audi 100 di seconda generazione ribadì ancora una volta l'architettura meccanica alla quale gradualmente quasi tutte le Case automobilistiche si stavano uniformando, vale a dire con motore anteriore (in questo caso longitudinale) e trazione anteriore.
La meccanica telaistica prevedeva almeno una novità, rappresentata dalla nuova soluzione di tipo MacPherson per l'avantreno a ruote indipendenti, soluzione che andava a sostituire la precedente geometria a quadrilateri. Invariato rispetto alla precedente Audi 100 il retrotreno ad assale rigido con barra Panhard. Su entrambi gli assi erano presenti molle elicoidali ed ammortizzatori idraulici telescopici. L'impianto frenante era di tipo misto, con dischi anteriori e tamburi posteriori, mentre lo sterzo era a cremagliera con servosterzo disponibile a richiesta.
Al suo debutto, la seconda generazione dell'Audi 100 venne prevista in due motorizzazioni, entrambe a carburatore, alimentate a benzina ed ognuna associata ad un allestimento specifico:
- 100: per la versione di base venne previsto lo stesso motore EA827 da 1588 cm³ già previsto a suo tempo nella prima generazione dell'Audi 80 e nelle ultime Audi 100 della precedente generazione. Tale motore era in grado di erogare una potenza massima di 85 CV;
- 100 S: l'allestimento S era invece abbinato ad un motore EA827 (quindi della stessa famiglia del 1.6 di base) con cilindrata innalzata a 1984 cm³ (grazie all'aumento dell'alesaggio e all'utilizzo di un nuovo albero a gomiti con manovelle più lunghe) e con potenza massima di 115 CV.

Il cambio era del tipo manuale a 4 marce, ma a richiesta era possibile avere un cambio automatico a 3 rapporti.

## Evoluzione

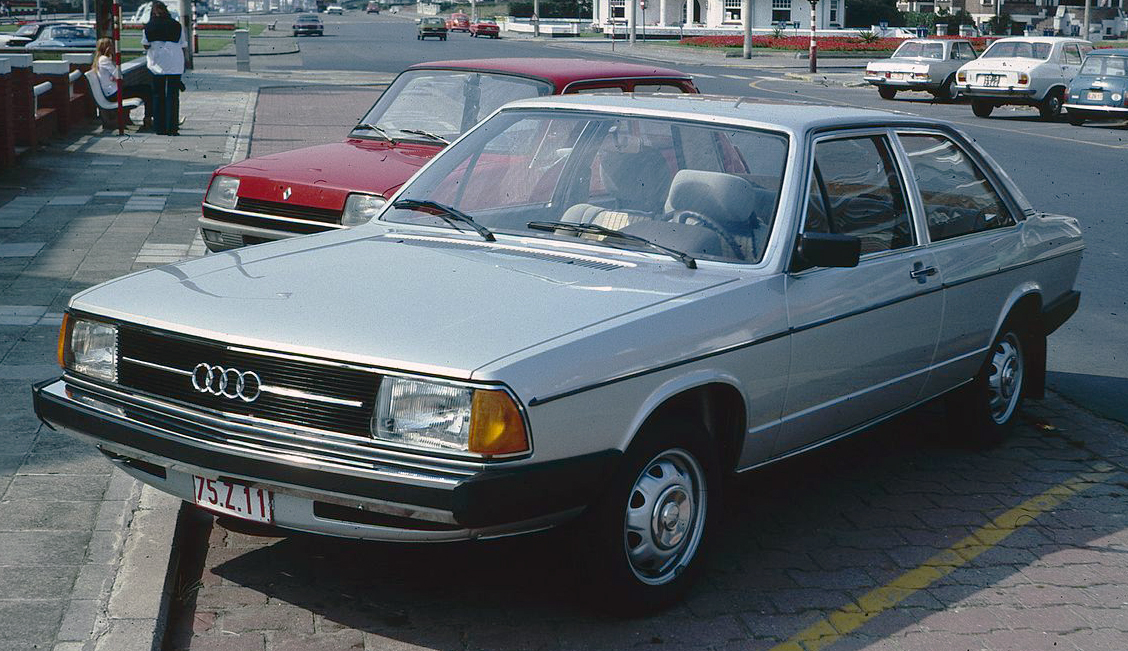
L'Audi 100 C2 nella versione berlina a 2 porte

All'inizio della sua carriera commerciale, le due motorizzazioni previste per l'Audi 100 furono poste in vendita ad un prezzo di 15.630 DM per la versione base e a 17.250 DM per la versione di punta con motore da 2 litri. Si trattava di prezzi decisamente concorrenziali rispetto a rivali come le BMW 518 e 520, vendute a circa 1.500 marchi in più o come le Mercedes-Benz 200 e 230, il cui prezzo era superiore anche di oltre 2.000 marchi. Il primo aggiornamento alla gamma dell'Audi 100 si ebbe nel marzo del 1977, quando alla berlina a 4 porte venne affiancata la berlina a 2 porte, destinata però ad avere un successo minore. Un mese dopo, ad aprile, si ebbe il debutto della nuova e più potente motorizzazione da 2.1 litri con frazionamento a 5 cilindri, iniezione meccanica e potenza massima di 136 CV. Il modello equipaggiato con tale propulsore prese la denominazione di 100 5E. Nel mese di agosto, finalmente, debuttò la versione fastback con portellone, denominata Avant, un nome che nella successiva produzione Audi avrebbe indicato esclusivamente le versioni station wagon derivate dalle berline, ma che nel caso della 100 C2 (e solo in quel caso) identificava questa particolare variante di carrozzeria sulla quale la dirigenza Audi puntava molto. Entro la fine dell'anno, l'intera gamma venne arricchita nella dotazione degli allestimenti e venne ampliata la gamma di vernici per la carrozzeria.
Nell'aprile del 1978 il motore da 2.1 litri venne proposto anche con alimentazione a carburatore, dando luogo così all'Audi 100 5S. Il motore con cui essa venne equipaggiata era caratterizzato dal fatto di avere le stesse prestazioni del 2 litri, vale a dire 115 CV di potenza massima e persino 166 Nm di coppia massima. Per questo, già nel mese di agosto dello stesso anno, il 2 litri a carburatore venne pensionato in favore dell'unità a 5 cilindri. Infine, ad ottobre si ebbe il debutto del primo motore diesel, vale a dire un 2 litri aspirato, nuovamente a 5 cilindri ed in grado di erogare fino a 70 CV di potenza massima. L'Audi 100 5D così equipaggiata raggiungeva una velocità massima di 150 km/h. Con l'arrivo della 100 5D divennero tre i modelli della gamma ad essere equipaggiati con un motore a 5 cilindri. Questi tre modelli vennero proposti anche nel nuovo e lussuoso allestimento CD, che incluse nella dotazione i quattro alzacristalli elettrici, l'impianto stereo a cassette, la chiusura centralizzata, il sedile del conducente regolabile anche in altezza, i cerchi in lega e la possibilità di scegliere fra sette tinte metallizzate.

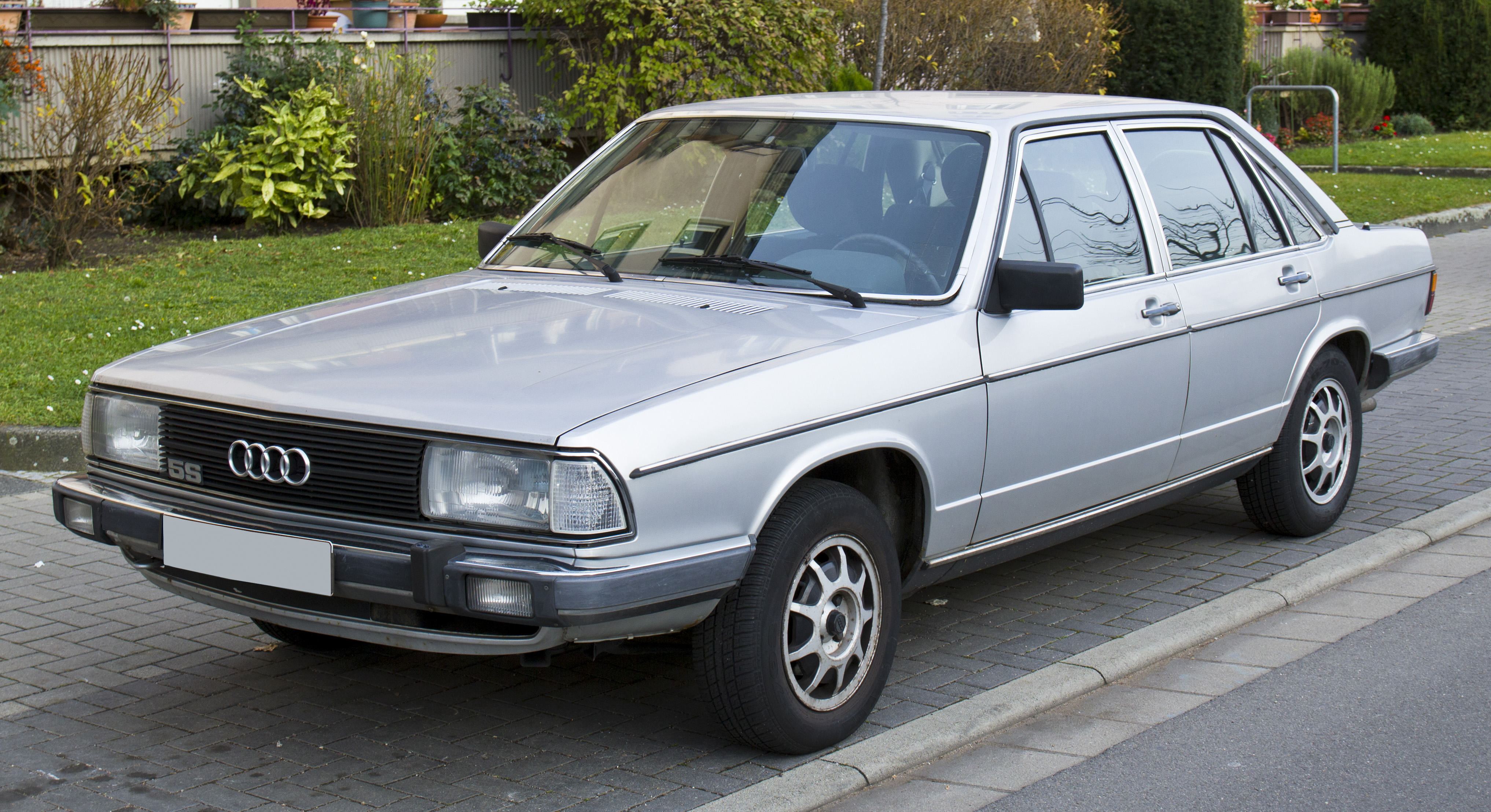
L'Audi 100 C2 dopo il restyling dell'agosto 1979

Nell'agosto del 1979 la seconda generazione dell'Audi 100 giunse al suo restyling di metà carriera: gli aggiornamenti furono numerosi ma appena percettibili, andando ad includere i gruppi ottici anteriori più larghi, le plastiche bianche per gli indicatori di direzione anteriori, i paraurti avvolti da nuovi fascioni in plastica e il nuovo logo sulla calandra privo dei baffi cromati presenti fino a quel momento. Nell'abitacolo, l'Audi 100 ricevette aggiornamenti ancora più discreti, e limitati ai nuovi rivestimenti per i sedili e ad alcuni aggiornamenti di dettaglio per la strumentazione in modo da renderla più leggibile. Dal punto di vista tecnico non vi furono variazioni di sorta, eccezion fatta per la possibilità di avere a richiesta il cambio manuale a 5 marce, ma solo in abbinamento ad una delle motorizzazioni a 5 cilindri.

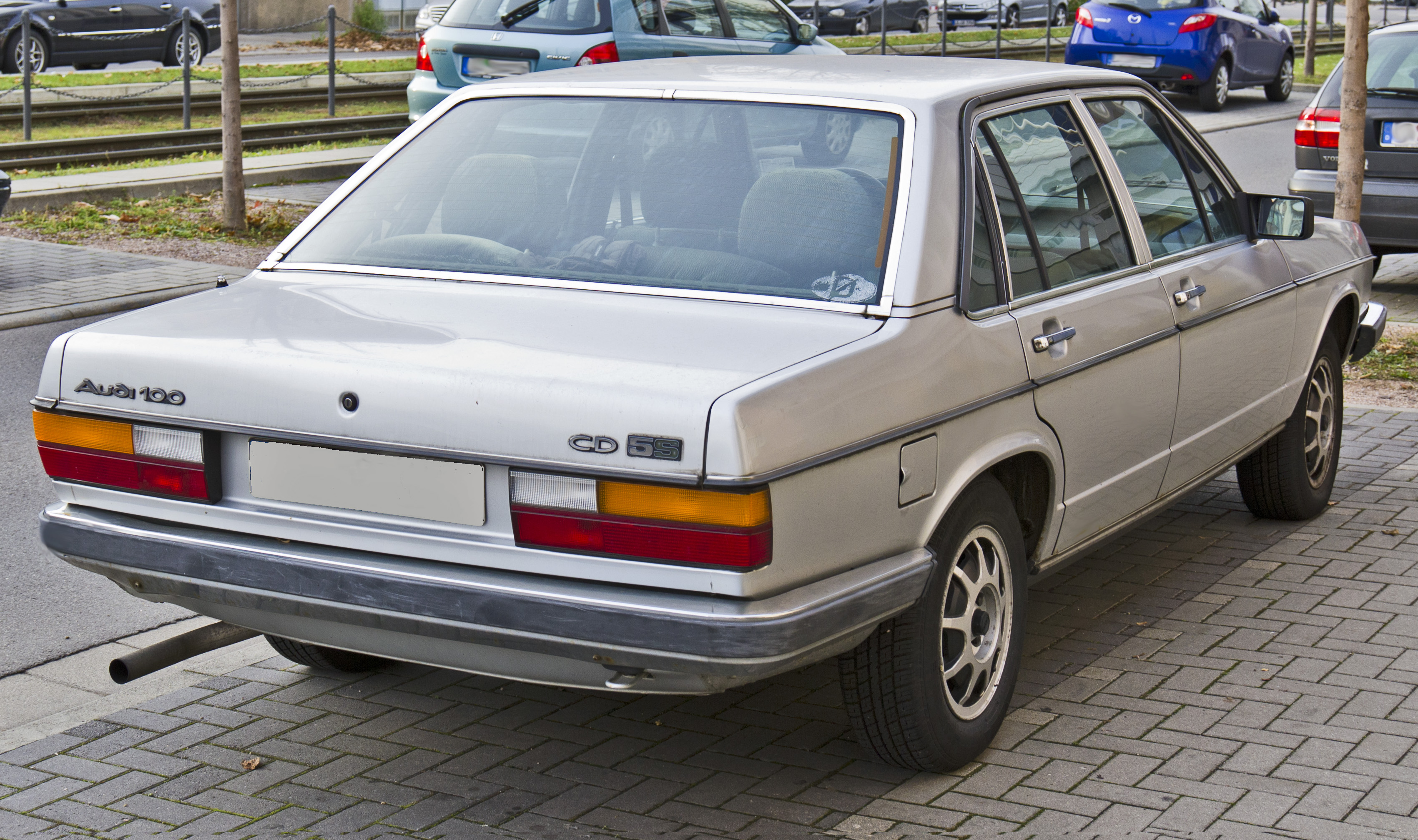
Vista posteriore

Giusto il tempo di far trascorrere un mese e nel settembre del 1979 debuttò un nuovo modello di punta derivato dall'Audi 100, dalla quale vennero riprese le motorizzazioni più performanti e gli allestimenti più ricchi. Questo modello prese il nome di Audi 200 e da quel momento in poi avrebbe percorso una strada parallela a quella dell'Audi 100, giungendo successivamente ad evolvere dapprima nell'Audi V8 ed in seguito nell'Audi A8.
Un anno dopo, nell'ottobre del 1980, venne introdotta una motorizzazione inedita, un 5 cilindri da 1.9 litri e 100 CV di potenza massima: Con tale motore, alimentato a carburatore, si intendeva colmare il vuoto ancora esistente fra il 1.6 di base, ancora con 85 CV di potenza massima, ed il 5 cilindri da 2.1 litri, nella cui declinazione meno potente raggiungeva i 115 CV. L'Audi 100 così equipaggiata prese il nome di 100 5, come nelle altre varianti a 5 cilindri, ma senza lettere aggiuntive in modo da sottolinearne la natura essenziale.
Nel gennaio del 1981 l'Audi 100 di base venne equipaggiata con un pacchetto tecnico volto ad accentuarne le doti di economia. Tale pacchetto, denominato Formel E, includeva un nuovo cambio a 4 marce più una quinta marcia lunga per mantenere un regime di guida tranquillo per il motore e perché esso quindi non andasse a consumare eccessivamente. In aggiunta, venne montato un dispositivo che indicasse la marcia inserita ed il punto ideale per innestare la marcia superiore. Si tratta di un dispositivo che decenni dopo sarebbe divenuto quasi una consuetudine su molte auto, ma che in quei primi anni '80 fu un'autentica rarità. A fine estate, la gamma venne aggiornata con l'arrivo di nuovi allestimenti, ed in particolare con l'arrivo dell'allestimento CS, caratterizzato da una carrozzeria con inserti di tipo sportiveggiante (spoiler anteriore, cerchi in lega, pneumatici a battistrada allargato, paracolpi laterali, volante a quattro razze e console centrale mutuata direttamente dall'Audi 200). L'allestimento CS fu disponibile in abbinamento a tutte le motorizzazioni della gamma, escluso il 1.9 da 100 CV.
Fu l'ultimo consistente aggiornamento della gamma della C2: nell'agosto del 1982 l'Audi 100 di seconda generazione venne tolta di produzione e dai listini, sostituita dalla terza generazione.

### La versioneAvant

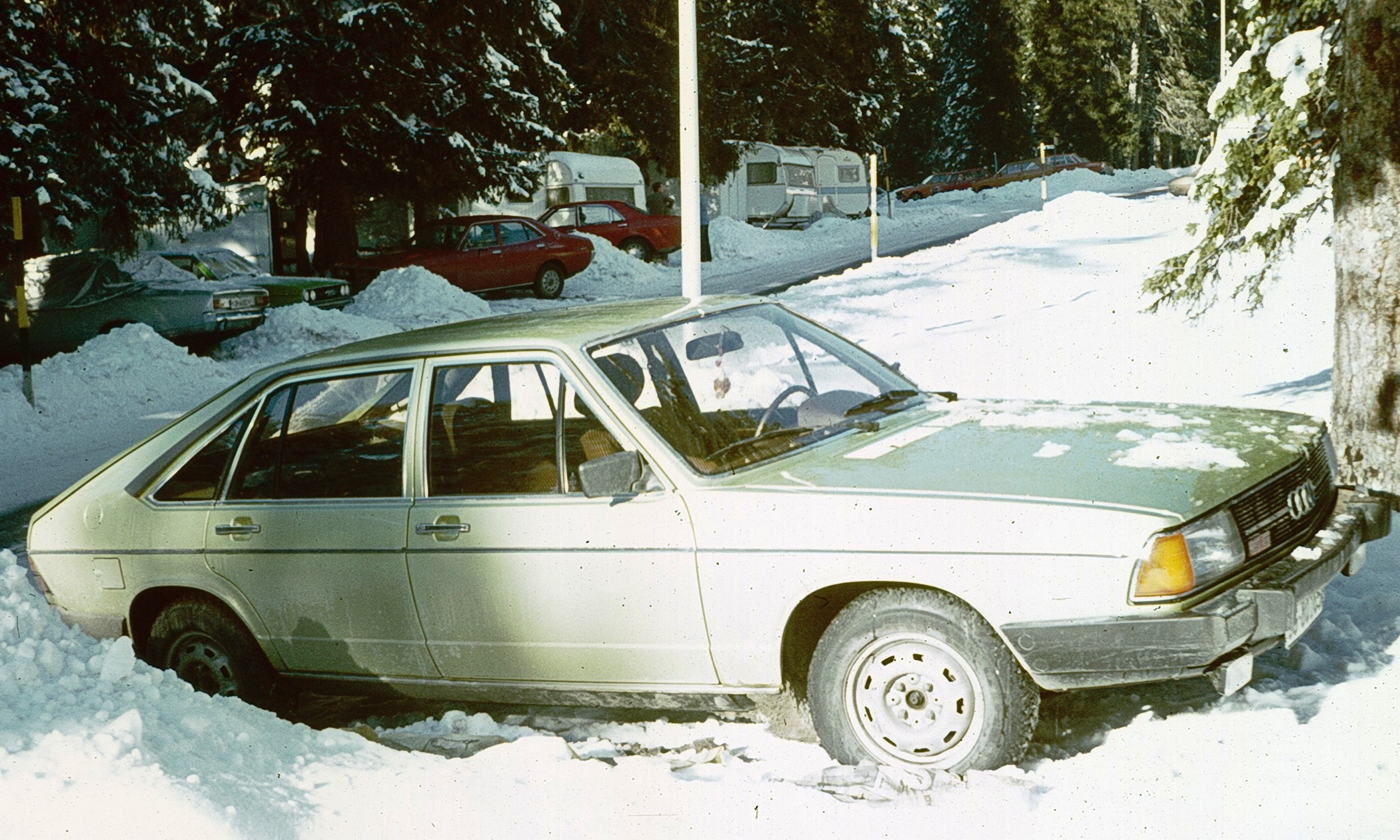
Un'Audi 100 C2 Avant

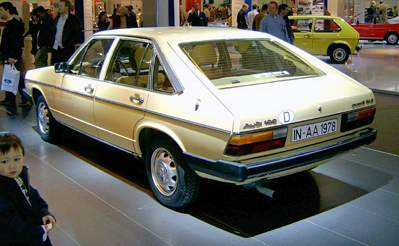
Vista posteriore

Nel mese di agosto del 1977 debuttò la versione Avant: con questa variante, la Casa di Ingolstadt volle introdurre il discorso relativo alla nuova generazione della berlina bavarese sottolineando la volontà di apportare più cambiamenti: con questa versione si volle proporre un corpo vettura inedito per la Casa dei quattro anelli, imparentato con quello della contemporanea Volkswagen Passat, ma rispetto alla quale si voleva andare ad occupare un gradino più in alto. Tale corpo vettura, di tipo fastback, si distingueva da quello della maggior parte delle berline dell'epoca proprio nella parte posteriore, dove il tradizionale terzo volume con bagagliaio separato lasciava il posto ad un più pratico e capiente vano bagagli accessibile mediante un vero e proprio portellone che integrava anche l'ampio lunotto e che si chiudeva a filo con i montanti posteriori, più inclinati e che andavano ad unirsi all'estremità posteriore della carrozzeria, subito sopra i gruppi ottici posteriori. Si trattava quindi di una fastback a due volumi, la cui cerchia di concorrenti dirette era all'epoca piuttosto scarna e che andava ad includere anche la "nostrana" Lancia Gamma berlina e la francese Renault 20. L'abitacolo della 100 Avant non era dissimile da quello della berlina, se si eccettua l'unica grossa differenza ossia la conformazione totalmente differente del bagagliaio. Va detto che il differente disegno della coda non influisce nei valori di capacità del bagagliaio che sono identici fra Avant e berlina. Ma nel caso della Avant, ribaltando i sedili posteriori si arriva ad ampliare tale valore da 642 litri fino a ben 1.113. La Avant fu proposta fin da subito nelle medesime motorizzazioni della berlina, della quale seguì via via di pari passo o quasi, gli stessi aggiornamenti. L'arrivo del motore 2.1 a carburatore sotto il cofano della berlina non venne immediatamente seguito dalla Avant, che ne usufruì solo due mesi dopo, a giugno. 
L'arrivo del diesel aspirato sotto il cofano della Avant fu invece l'occasione per allestirne un esemplare in maniera tale da sottoporlo ad un raid attraverso i paesaggi più difficili del Medio Oriente in modo da dimostrare le doti di robustezza del motore a gasolio, le sue doti di consumo, ma anche la robustezza dell'auto stessa.
Da quel momento la gamma della 100 Avant proseguì di pari passo con la maggioranza degli aggiornamenti applicati alla berlina, salvo alcune eccezioni come ad esempio l'allestimento Formel E assente nella versione con portellone. La 100 Avant basata sulla seconda generazione non ebbe alcuna erede diretta: per vedere una vettura con una simile impostazione di carrozzeria bisognerà attendere addirittura fino al 2009, quando entrerà in produzione l'Audi A4 Sportback. Il solo legame diretto fra questa e la successiva Avant stava nel lunotto assai inclinato anche nella successiva 100 Avant, ma a quel punto l'impostazione della carrozzeria era cambiata quel tanto che bastava a distaccare quel modello dalla prima Avant su base C2 e ad avvicinarlo alle vere e proprie station wagon.

## Le altre Audi 100
Quanto visto e descritto vale nella stragrande maggioranza dei mercati europei, ma vi sono state alcune versioni particolari dell'Audi 100 C2 in alcuni mercati che avevano particolari esigenze. Per esempio, in alcuni Paesi dove la benzina commercializzata era a basso numero di ottani, vennero commercializzate delle Audi 100 S sempre con motore da 2 litri, ma con potenza ridotta a 105 CV.
Negli Stati Uniti, l'Audi 100 venne commercializzata con la denominazione di Audi 5000, dove il numero utilizzato stava ad indicare i 5 cilindri delle motorizzazioni utilizzate da questa vettura, che in pratica era un ibrido fra l'Audi 100 europea e la sua declinazione lussuosa, l'Audi 200, in quanto proponeva motorizzazioni mutuate da entrambi i modelli e dopo il restyling di mezza età passò dalla carrozzeria dell'una alla carrozzeria dell'altra. L'Audi 5000 venduta negli USA fra il 1977 ed il 1983 fu sostituita dalla seconda generazione dell'Audi 5000, basata sulla terza generazione dell'Audi 100.
Nel 1977 cominciò anche la produzione dell'Audi 100 in Sudafrica, dove nella città di Uitenhage sorgeva lo stabilimento Volkswagen locale. Qui i pezzi venivano inviati dalla Germania ed assemblati in loco. La produzione dell'Audi 100 sudamericana si protrasse fino al 1983, anno in cui la vettura venne sostituita dall'Audi 500, ossia un'Audi 100 C3 ribattezzata.

## Riepilogo caratteristiche
Di seguito vengono riepilogate le caratteristiche delle varie versioni previste per la gamma della seconda generazione dell'Audi 100. I dati riportati si riferiscono alla versione berlina a 4 porte, la più diffusa, mentre i prezzi sono riferiti all'allestimento più economico fra quelli previsti per ogni modello mostrato. Per quanto riguarda i dati relativi agli esemplari prodotti, vengono mostrate tre cifre, rispettivamente corrispondenti alla produzione con carrozzeria berlina a 2 porte, berlina a 4 porte e fastback(versione Avant):
| Audi 100 (C2) (1976-82) |            |            |                                        |                |               |                    |                    |              |                     |                    |                    |                          |                      |
| Modello                 | Motore     | Cilindrata | Alimentazione                          | Potenza CV/rpm | Coppia Nm/rpm | Cambio/ N°rapporti | Massa a vuoto (kg) | Velocità max | Acceler. 0–100 km/h | Consumo (l/100 km) | Anni di produzione | Prezzo all'epoca (in DM) | Esemplari prodotti   |
| Versioni a benzina      |            |            |                                        |                |               |                    |                    |              |                     |                    |                    |                          |                      |
| 100                     | EA827 (YV) | 1588       | Carburatore Pierburg 2B2               | 85/ 4800-5300  | 124/3200      | Manuale 4 marce    | 1.110              | 165          | 13"5                | 11,5               | 08/1976-08/1982    | 15.630                   | 8.258 185.957 11.019 |
| 100 5                   | EA828 (WH) | 1921       | Carburatore Keihin KSAC 28-32          | 100/4800       | 132/2800      | Manuale 4 marce    | 1.170              | 170          | 13"                 | 12,5               | 10/1980-08/1982    | 19.780                   | 78 9.832 615         |
| 100 S                   | EA827 (WA) | 1984       | Carburatore Pierburg 2B3               | 115/5500       | 168/3500      | Manuale 4 marce    | 1.150              | 179          | 10"7                | 12,5               | 08/1976-08/1978    | 17.675                   | 2.317 135.614 4.138  |
| 100 5S                  | EA828 (WB) | 2144       | Carburatore Pierburg 2B2               | 115/5500       | 166/4000      | Manuale 4 marce    | 1.170              | 177          | 12"                 | 13,5               | 04/1978-07/1982    | 17.950                   | 2.035 107.602 11.767 |
| 100 5E                  | EA828 (WC) | 2144       | Iniezione meccanica K-Jetronic         | 136/5700       | 185/4200      | Manuale 4 marce    | 1.170              | 190          | 10"5                | 13,5               | 05/1977-08/1982    | 18.815                   | 1.364 144.679 18.215 |
| Versioni a gasolio      |            |            |                                        |                |               |                    |                    |              |                     |                    |                    |                          |                      |
| 100 5D                  | CN         | 1986       | Diesel aspirato con pompa di iniezione | 70/4800        | 123/3000      | Manuale 4 marce    | 1.210              | 150          | 17"5                | 10,5               | 10/1978-08/1982    | 19.605                   | 233 61.122 3.834     |